# Antoninus
Antoninus, másik nevén Anonymus Placentius (6. század) ókeresztény író.
Életéről semmit sem tudunk. Mindössze egyetlen műve maradt fenn, amelyben a piacenzai polgárok egy csoportjával 560–570 közt tett jeruzsálemi zarándoklatáról számol be.